# 라 카사 엔 라 플라야
《라 카사 엔 라 플라야》(스페인어: La casa en la playa)은 2000년 방영된 멕시코의 텔레노벨라이다.